# 伍德伯里 (肯塔基州)
伍德伯里（英語：Woodbury）是一個位於美國肯塔基州巴特勒縣的城市。

## 地方資料
根據2020年美國人口普查的數據，伍德伯里的面積為0.37平方千米，當中陸地面積為0.37平方千米，而水域面積為0.00平方千米。當地共有人口80人，而人口密度為每平方千米216.22人。